# 884
884 (DCCCLXXXIV) je bilo prestopno leto, ki se je po julijanskem koledarju začelo na sredo.

## Dogodki
- 1. januar

## Smrti
- 15. maj - papež Marin I. (* ni znano)
- 6. december - Karlman II., kralj Zahodnofrankovskega kraljestva (* okoli  866)